# Serdinya
Serdinya – miejscowość i gmina we Francji, w regionie Oksytania, w departamencie Pireneje Wschodnie.
Według danych na rok 1990 gminę zamieszkiwały 213 osoby, a gęstość zaludnienia wynosiła 13 osób/km² (wśród 1545 gmin Langwedocji-Roussillon Serdinya plasuje się na 698. miejscu pod względem liczby ludności, natomiast pod względem powierzchni na miejscu 485.). 

## Zabytki
Zabytki na terenie gminy posiadające status monument historique:
- kościół świętych Kosmy i Damiana (Église Saint-Côme-et-Saint-Damien de Serdinya)
- kościół św. Marcelego (Église Saint-Marcel de Serdinya)

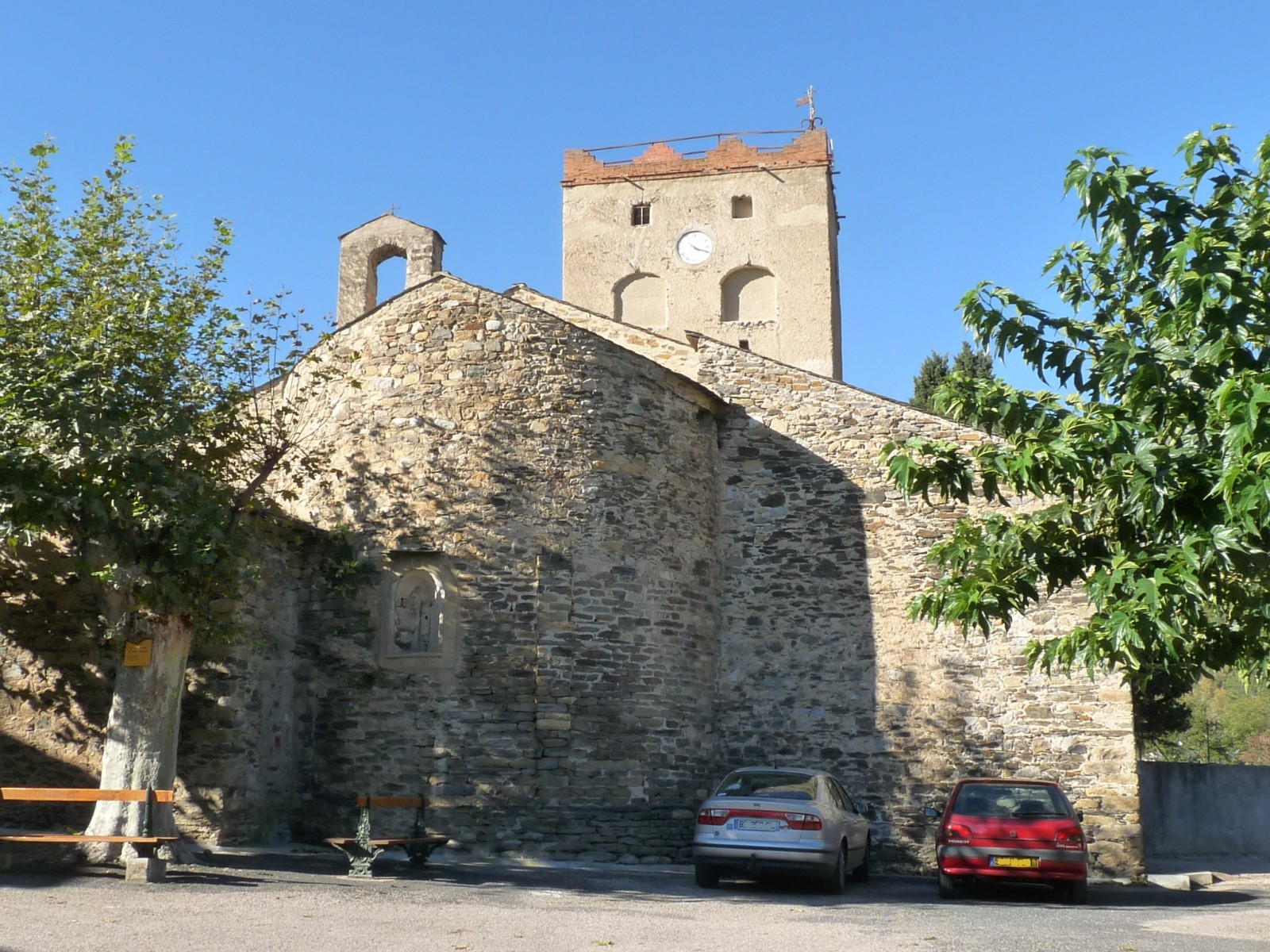
Kościół świętych Kosmy i Damiana (2013)
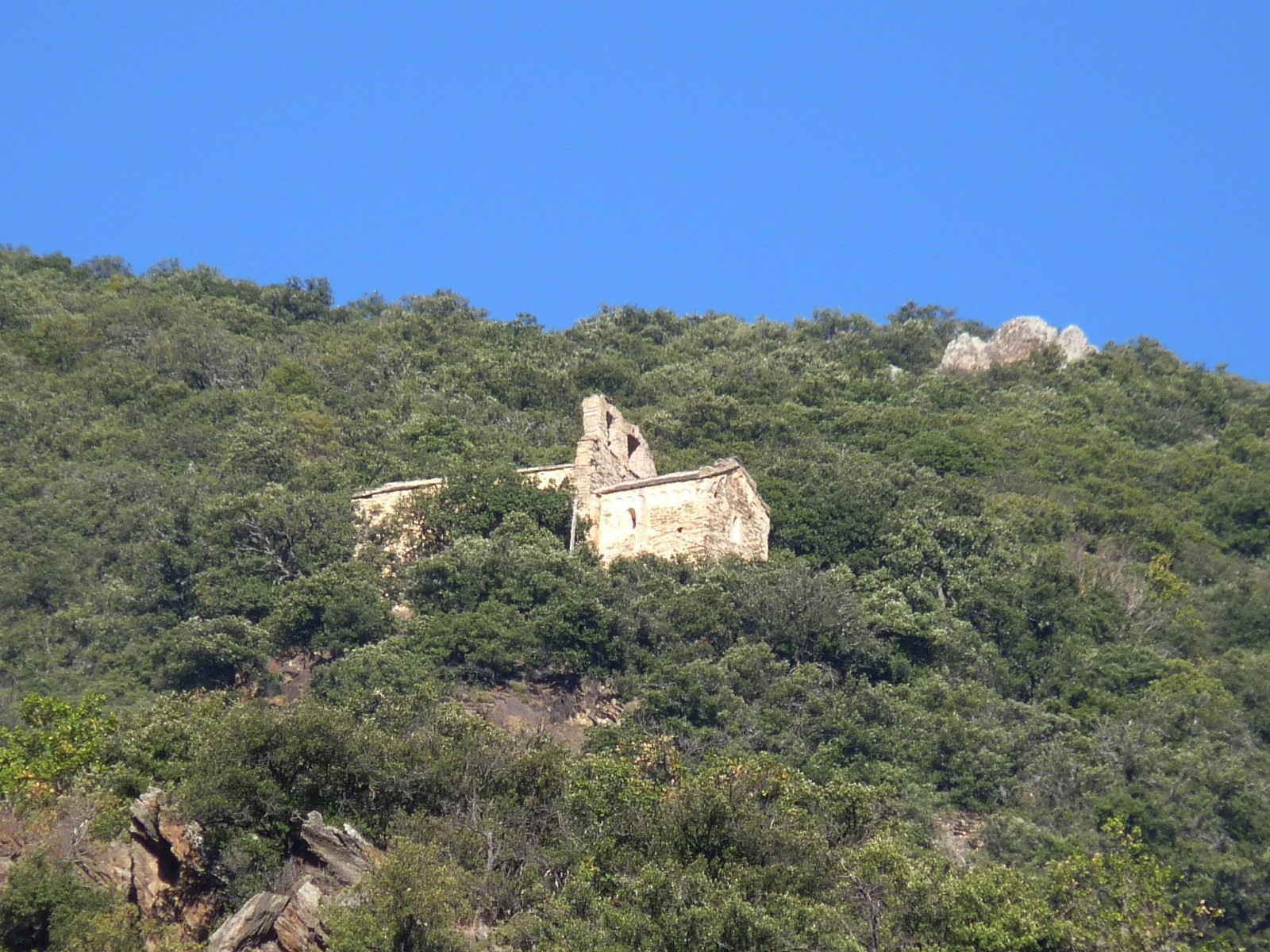
Kościół św. Marcelego (2013)

## Populacja

Populacja Serdinya w latach 1962–2008